# Xinhuilong
Xinhuilong är en köping i sydöstra Kina. Den ligger i Dongyuan härad i staden Heyuan i provinsen Guangdong, omkring 130 kilometer nordost om provinshuvudstaden Guangzhou. Antalet invånare är 3 633. Befolkningen består av 1 689 kvinnor och 1 944 män. Barn under 15 år utgör 20,0 %, vuxna 15-64 år 68 %, och äldre över 65 år 11,0 %.